# 絲鰭英格單棘魨
絲鰭英格單棘魨，為輻鰭魚綱魨形目鱗魨亞目單棘魨科的其中一種，為熱帶海水魚，分布於印度西太平洋區，從塞席爾群島至馬紹爾群島海域，棲息深度36-67公尺，體長可達3.6公分，棲息在沙底質底層水域，生活習性不明。